# Überschwemmungswiesen Jägerslust
Die Überschwemmungswiesen Jägerslust sind ein Naturschutzgebiet bei der Ortschaft Jägerslust in den schleswig-holsteinischen Gemeinden Krummwisch und Felde im Kreis Rendsburg-Eckernförde.
Das Naturschutzgebiet liegt zwischen Rendsburg und Kiel. Es stellt eine in einem Moränental liegende, flachgründige Überschwemmungsfläche unter Schutz, die ab 1973 durch Aufstauung entstanden ist. Bis dahin entwässerte das Tal in östliche Richtung über einen Graben mit Rohrdurchlass. Heute wird der Wasserstand durch einen Überlauf gehalten. Die an die Wasserfläche angrenzenden Uferbereiche mit ihren Röhrichtzonen sind in das Naturschutzgebiet einbezogen. Entlang des Ufers stocken verbreitet Gehölze. Nach Norden schließt eine Waldfläche an das Naturschutzgebiet an.
In den Uferbereichen kommen typische Niedermoorpflanzen vor. Die Schilfzonen sind Lebensraum von Rohrdommel, Rohrammer, Teichrohrsänger und Schwirlen, die Wasserfläche wird von u. a. Schnatter-, Reiher-, Tafel- und Löffelenten sowie Höckerschwan und Graugans bevölkert. Auch die Kanadagans ist immer wieder zu beobachten. Der Seeadler nutzt das Naturschutzgebiet für die Nahrungssuche. Im Winter rasten bzw. überwintern hier Schellente, Gänsesäger und Zwergtaucher.
Am Rande des Schutzgebietes befindet sich eine Kormorankolonie, die teilweise über 100 Nester umfasst. Die Kormorane fliegen zur Nahrungssuche zum Westen- bzw. Wittensee.
Das Naturschutzgebiet wird vom Landesverband Schleswig-Holstein des Naturschutzbundes Deutschland betreut. Es ist nicht zugänglich, kann aber von einer am Westrand verlaufenden Straße teilweise eingesehen werden.